# Bradenton
Bradenton és una població dels Estats Units, seu del comtat de Manatee, a l'estat de Florida. Segons el cens de l'1 de juliol de 2007 tenia 53.471 habitants.

## Demografia
Segons el cens del 2000, Bradenton tenia 49.504 habitants, 21.379 habitatges, i 12.720 famílies. La densitat de població era de 1.578,3 habitants per km².
Dels 21.379 habitatges en un 23% hi vivien nens de menys de 18 anys, en un 43,5% hi vivien parelles casades, en un 12,1% dones solteres, i en un 40,5% no eren unitats familiars. En el 34,1% dels habitatges hi vivien persones soles el 17,8% de les quals corresponia a persones de 65 anys o més que vivien soles. El nombre mitjà de persones vivint en cada habitatge era de 2,24 i el nombre mitjà de persones que vivien en cada família era de 2,85.
Per edats la població es repartia de la següent manera: un 21,6% tenia menys de 18 anys, un 7,7% entre 18 i 24, un 25,3% entre 25 i 44, un 19,9% de 45 a 60 i un 25,4% 65 anys o més.
L'edat mediana era de 42 anys. Per cada 100 dones de 18 o més anys hi havia 85,9 homes.
La renda mediana per habitatge era de 34.902 $ i la renda mediana per família de 42.366 $. Els homes tenien una renda mediana de 28.262 $ mentre que les dones 23.292 $. La renda per capita de la població era de 20.133 $. Entorn del 9,7% de les famílies i el 13,6% de la població estaven per davall del llindar de pobresa.

## Poblacions més properes
El següent diagrama mostra les poblacions més properes.